# Hofweg
De Hofweg is een straat in het centrum van Den Haag, in de regio Haaglanden, in de provincie Zuid-Holland, in Nederland.

## Historie
De naam is vastgesteld in 1914 en is genoemd naar het grafelijk hof uit de 13e eeuw. De Hofweg kwam er in 1914 als een ongeveer even brede weg als het Spui, aansluitend op het Spui. Er werd daarmee een vervanging gerealiseerd van de verbinding die door de oorspronkelijke smalle straten Hofsingel en Hofstraat werd gevormd. Niet alleen deze beide smalle straten zijn hierbij verdwenen, maar ook het Wijd Achterom (een deel van het Achterom), alsmede de Praktizijnshoek. Voor het realiseren van de Hofweg moest veel bestaande bebouwing worden afgebroken. De nieuwe brede doorgang werd echter tot 1940 maar half gebruikt omdat er noodgebouwen van het leger stonden. De Hofweg grenst aan de Hofplaats, alwaar het Binnenhof is. Voor de aanleg van de Hofweg in 1914 en de Vijverdam in 1924 was het (tram)verkeer naar de Parkstraat genoodzaakt een omweg te maken via de Lange Poten, het Plein, de Korte Vijverberg, de Lange Houtstraat, en de Lange Vijverberg. De Gevangenpoort was ook zo'n barrière. Daarom reden er tot in 1924 trams dóór het Binnenhof om van Buitenhof naar en van het Plein te komen. De Hofweg wordt gedomineerd door drie bekende gebouwen: een deel van het Binnenhof (rijksmonument), de nieuwbouw van de tweede kamer, en het voormalige winkelpand van Meddens (rijksmonument).

## Openbaar vervoer
Hoewel de weg via de nieuwe Hofweg en de nieuwe Vijverdam in 1924 in zijn geheel beschikbaar was, duurde het tot in 1927 voor er trams gingen rijden. De eerste was lijn 8 naar Scheveningen, via de Parkstraat en Scheveningse weg. Sinds 2003 is dat de route van tramlijn 1. Later dat jaar volgt lijn 9 naar Scheveningen, via de Koninginnegracht. Lijn 9 rijd anno 2022 nog steeds langs de Koninginnegracht, maar niet meer via de Hofweg. In 1940 komt de interlokale lijn I - 2 naar Wassenaar en Leiden er bij. Na de oorlog volgen nog vele andere tram en buslijnen. 